# Rideau Hall
Rideau Hall es la residencia oficial del monarca canadiense y del gobernador general de Canadá. La casa está ubicada en las afueras de Ottawa, Ontario, la capital nacional canadiense. Su dirección es el número 1 del paseo Sussex.

## Descripción e historia

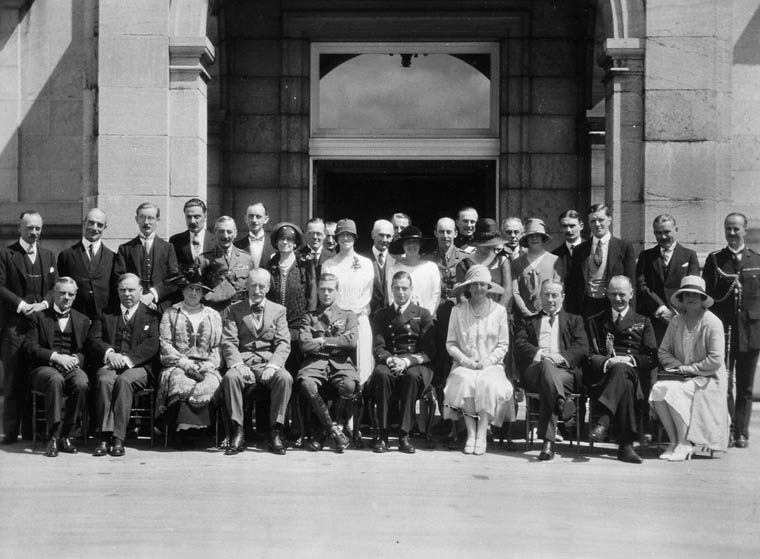
Visita del Príncipe de Gales a la residencia en 1927.

El edificio fue construido en 1838 para la familia de Thomas McKay, un aristócrata escocés que vivía en Ottawa. El gobierno lo compró en 1864 para servir como una residencia para los representantes del monarca británico en Canadá, un papel que continúa hasta el presente. Además de ser una residencia, el edificio contiene las oficinas del gobernador general y durante el año la casa es utilizada con frecuencia para eventos oficiales y estatales. El complejo incluye varios jardines e invernaderos junto con varias galerías de arte canadiense y retratos de monarcas y gobernadores generales anteriores. La mayoría de la casa y estos jardines están abiertos al público.
El gobernador general y su familia residen formalmente en Rideau Hall durante casi todo el año; excepto por unas semanas en el verano, cuando ocupan tradicionalmente los apartamentos estatales en La Citadelle, la otra residencia virreinal, ubicada en la Ciudad de Quebec.